# California Memorial Stadium
Le California Memorial Stadium est un stade de football américain de 73 347 places situé sur le campus de l'Université de Californie à Berkeley. L'équipe de football américain universitaire des California Golden Bears évolue dans cette enceinte inaugurée en 1923. Ce stade est la propriété de l'Université de Californie.
Le projet d'érection de cette enceinte date d'octobre 1921. Ce stade rend hommage à ceux qui tombèrent au champ d'honneur lors de la Première Guerre mondiale. En un mois, plus d'un million de dollars sont récoltés grâce à des dons. Le coût des travaux s'éleva finalement à 1 437 982 dollars et le stade fut inauguré en 1923.
La capacité du stade fut d'emblée de 80 000 places, mais à la suite de travaux menés en 2001, elle fut réduite à 73 347. Le record d'affluence culmine à 83 000 spectateurs pour un match opposant Cal à l'équipe de la Navy et 21 matchs ont dépassé les 80 000 spectateurs.
De 1981 à 1994 puis depuis 2003, le terrain est équipé d'une surface artificielle.
Traditionnellement, lors du grand match annuel face à Stanford Cardinal, la butte se trouvant à l'est du stade est colonisée par des spectateurs. Cette butte s'appelle « Tightwad Hill ».
Le stade a subi des rénovations et plusieurs réaménagements en 2011, la capacité est réduite à 63 000 places pour 2012. Pendant les travaux les California Golden Bears jouaient au AT&T Park à San Francisco.

## Galerie

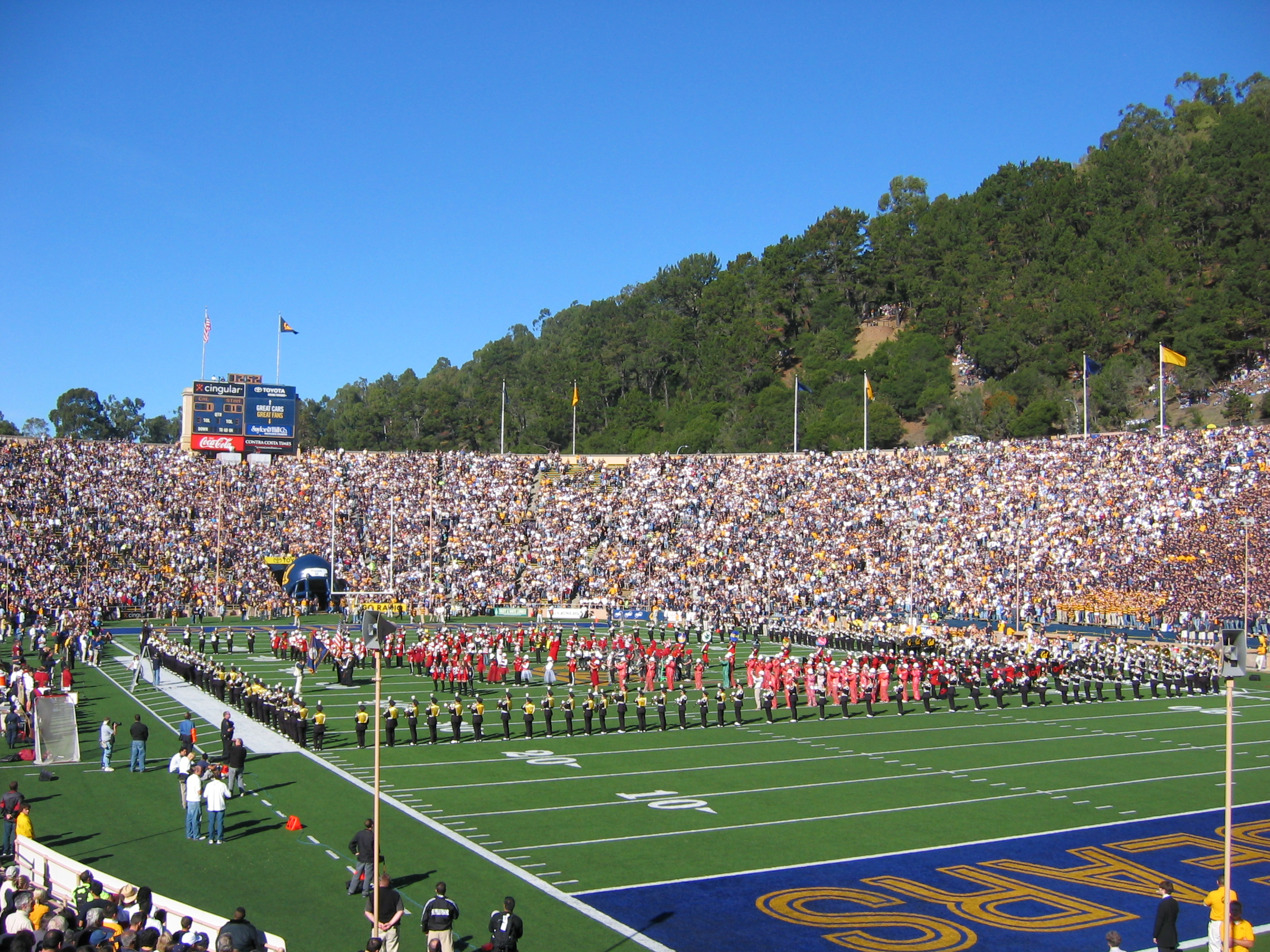
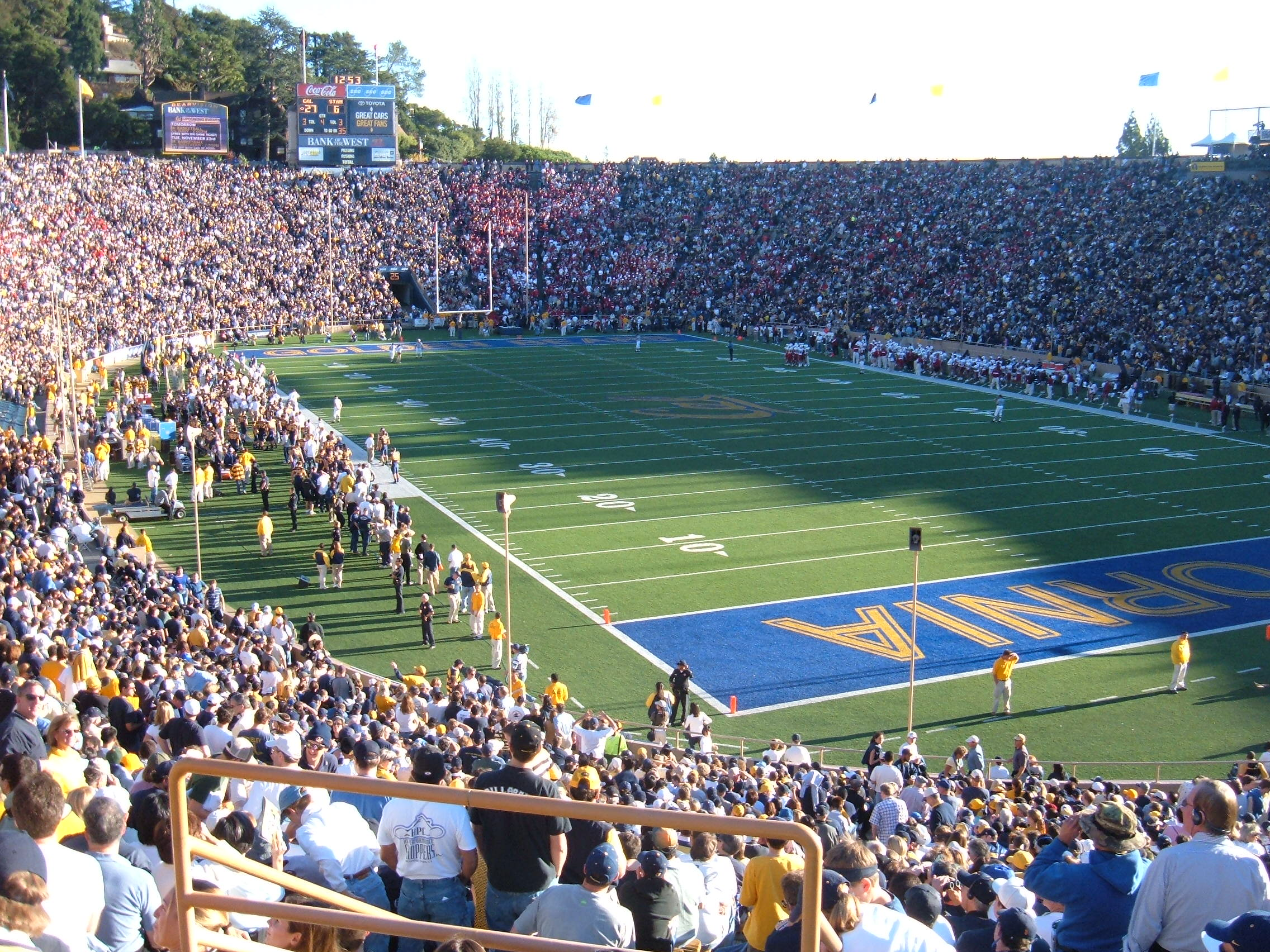